# هال غاردنر
هال غاردنر (بالإنجليزية: Hall Gardner)‏ هو عالم سياسة أمريكي، ولد في 1 أكتوبر 1950.